# Tremella hypocenomycis
Tremella hypocenomycis är en svampart som tillhör divisionen basidiesvampar, och som beskrevs av Paul Diederich. Tremella hypocenomycis ingår i släktet Tremella, och familjen Tremellaceae. Enligt den finländska rödlistan är arten otillräckligt studerad i Finland. Arten har ej påträffats i Sverige. Artens livsmiljö är skogar.